# Лукино (Шарьинский район)
Лукино — упразднённая деревня в Шарьинском районе Костромской области России. Входила в состав Ивановского сельского поселения. Исключена из учётных данных в 2025 году.

## История
Согласно Спискам населенных мест Российской империи в 1872 году деревня Лукино (Припердиха) относилась к 2 стану Ветлужского уезда Костромской губернии. В ней числилось 9 дворов, проживало 42 мужчины и 47 женщин.
Согласно переписи населения 1897 года в деревне проживало 129 человек (47 мужчин и 82 женщины).
Согласно Списку населенных мест Костромской губернии в 1907 году деревня относилась к Рождественской волости Ветлужского уезда Костромской губернии. По сведениям волостного правления за 1907 год в деревне числилось 24 крестьянских двора и 178 жителей. Основным занятием жителей деревни был лесной промысел.
До 2010 года деревня относилась к Майтихинскому сельскому поселению.

## Население
| 2008 | 2010 | 2014 |
| ---- | ---- | ---- |
| 0    | →0   | →0   |